# Jaroslav Matkobiš
Jaroslav Matkobiš (* 24. srpna 1957) je bývalý slovenský fotbalový brankář.

## Fotbalová kariéra
V československé lize hrál za Tatran Prešov. V československé lize nastoupil ve 15 utkáních. Dále hrál i za OZKN Svidník. Po skončení aktivní kariéry působí jako fotbalový funkcionář.

## Ligová bilance
| Ročník                                   | Zápasy | Góly | Klub          |
| ---------------------------------------- | ------ | ---- | ------------- |
| 1. československá fotbalová liga 1980/81 | 7      | 0    | Tatran Prešov |
| 1. československá fotbalová liga 1981/82 | 6      | 0    | Tatran Prešov |
| 1. československá fotbalová liga 1982/83 | 1      | 0    | Tatran Prešov |
| 1. československá fotbalová liga 1983/84 | 1      | 0    | Tatran Prešov |
| CELKEM                                   | 15     | 0    |               |